# Wude Ayalew
Wude Ayalew (Gojjam, 4 juli 1987) is een Ethiopische atlete, die gespecialiseerd is in de lange afstand.

## Biografie
Ayalew werd geboren in een gezin met zeven kinderen. In 2006 maakte ze haar internationale doorbraak. Op de WK veldlopen van 2006 in Fukuoka behaalde ze een vijfde plaats. Ze won de Würzburger Residenzlauf over 10 km in een parcoursrecord van 31.30. In hetzelfde jaar werd ze bij de wereldkampioenschappen voor junioren in Peking vijfde op de 5000 m. Een jaar later werd ze op de WK veldlopen in Mombasa tiende en won ze de Peachtree Road Race in Atlanta.
In 2008 won Wude Ayalew bij de Afrikaanse kampioenschappen in Addis Abeba een bronzen medaille op de 10.000 m. Het jaar erop werd ze bij de WK veldlopen in Amman vijfde en won bij de teamkampioenschappen een zilveren medaille.
Op de wereldkampioenschappen van 2009 in Berlijn veroverde ze een derde plaats op de 10.000 m. Met een tijd van 30.51,95 eindigde ze achter de Keniaanse Linet Masai (goud; 30.51,24) en haar landgenote Meselech Melkamu (zilver; 30.51,34). Bij de wereldatletiekfinale later dat jaar werd ze derde op de 3000 m en vijfde op de 5000 m.
Ze is de zus van Hiwot Ayalew.

## Titels
- Ethiopisch kampioene 10.000 m - 2008

## Persoonlijke records
Baan
| Onderdeel | Prestatie | Datum             | Plaats       |
| --------- | --------- | ----------------- | ------------ |
| 3000 m    | 8.30,93   | 13 september 2009 | Thessaloniki |
| 5000 m    | 14.38,44  | 3 juli 2009       | Oslo         |
| 10.000 m  | 30.11,87  | 14 juni 2009      | Utrecht      |

Weg
| Onderdeel      | Prestatie | Datum           | Plaats         |
| -------------- | --------- | --------------- | -------------- |
| 10 km          | 31.07     | 7 augustus 2010 | Cape Elizabeth |
| 15 km          | 48.17     | 5 april 2014    | Praag          |
| 20 km          | 1:05.28   | 5 april 2014    | Praag          |
| halve marathon | 1:07.58   | 1 november 2009 | New Delhi      |
| marathon       | 2:27.08   | 30 oktober 2016 | Shanghai       |

## Palmares

### 3000 m
- 2008:  Herculis in Fontvielle - 8.35,50
- 2008: 4e Palio della Quercia in Rovereto - 8.46,53
- 2008: 8e Wereldatletiekfinale - 8.52,99
- 2009:  Zagreb 2009 - 8.37,12
- 2009: 4e Rieti - 8.45,10
- 2009:  Wereldatletiekfinale - 8.30,93

### 5000 m
- 2006: 5e WK U20 - 15.41,63
- 2008:  Rieti - 15.07,65
- 2009: 4e Golden Spike Ostrava - 14.50,67
- 2009: 5e Bislett Games - 14.38,44
- 2009: 5e Wereldatletiekfinale - 15.27,34
- 2011: 7e Prefontaine Classic - 14.59,71
- 2011: 8e Bislett Games - 14.49,36

### 10.000 m
- 2008:  Ethiopische kamp. in Addis Ababa - 33.05,38
- 2008:  Afrikaanse kamp. in Addis Ababa - 32.55,17
- 2008: 4e Golden Spike in Ostrava - 31.06,84
- 2009:  WR-Festival te Utrecht - 30.11,87
- 2009:  WK in Berlijn - 30.51,95
- 2010: 4e Afrikaanse kamp. in Nairobi - 32.29,92
- 2011: 5e Zlata Tetra Golden Spike in Ostrava - 31.24,09
- 2011:  Znamensky Memorial in Zhukovsky - 32.07,26
- 2011:  Afrikaanse Spelen in Maputo - 33.24,88
- 2015: 5e Ethiopian Trials in Hengelo - 30.58,03
- 2015: 4e All Africa Games in Brazzaville - 31.39,81

### 5 km
- 2006:  Giro Media Blenio in Dongio - 15.56,0
- 2015:  5 km van Carlsbad - 15.18

### 10 km
- 2006:  Würzburger Residenzlauf - 31.30
- 2007:  Atlanta Journal-Constitution Peachtree - 31.44
- 2007: 4e Beach to Beacon in Cape Elizabeth - 32.41,5
- 2007:  Great Ethiopian Run - 33.50,9
- 2008:  Great Ethiopian Run - 33.32
- 2010:  Sunfeast World in Bangalore - 31.58
- 2010:  TD Banknorth Beach to Beacon in Cape Elizabeth - 31.06,9
- 2011:  Crescent City Classic in New Orleans - 31.36
- 2014:  Okpekpe Road Race - 32.41
- 2014:  Great Ethiopian Run - 34.03,4
- 2015:  TCS World in Bangalore - 32.10
- 2015:  TD Beach To Beacon in Cape Elizabeth - 31.55,5

### 15 km
- 2008:  São Silvestre in São Paolo - 51.37
- 2011:  São Silvestre in São Paulo - 48.52
- 2014:  Utica Boilermaker - 50.17
- 2014:  São Silvestre in Sao Paulo - 50.43
- 2015:  São Silvestre in São Paulo - 54.01

### halve marathon
- 2009:  halve marathon van New Delhi - 1:07.58
- 2010:  halve marathon van New Delhi - 1:08.36
- 2012:  halve marathon van New Delhi - 1:11.10
- 2013: 5e halve marathon van New Delhi - 1:09.21
- 2014:  halve marathon van Praag - 1:09.23
- 2014:  halve marathon van Luanda - 1:08.36
- 2015:  halve marathon van Portugal - 1:09.53
- 2016:  halve marathon van Lissabon - 1:09.23

### marathon
- 2014: 24e marathon van Dubai - 2:57.47

### veldlopen
- 2006: 5e WK lange afstand in Fukuoka - 25.47
- 2007: 10e WK in Mombasa - 28.18
- 2009: 5e WK in Amman - 26.23